# Livio Benintendi

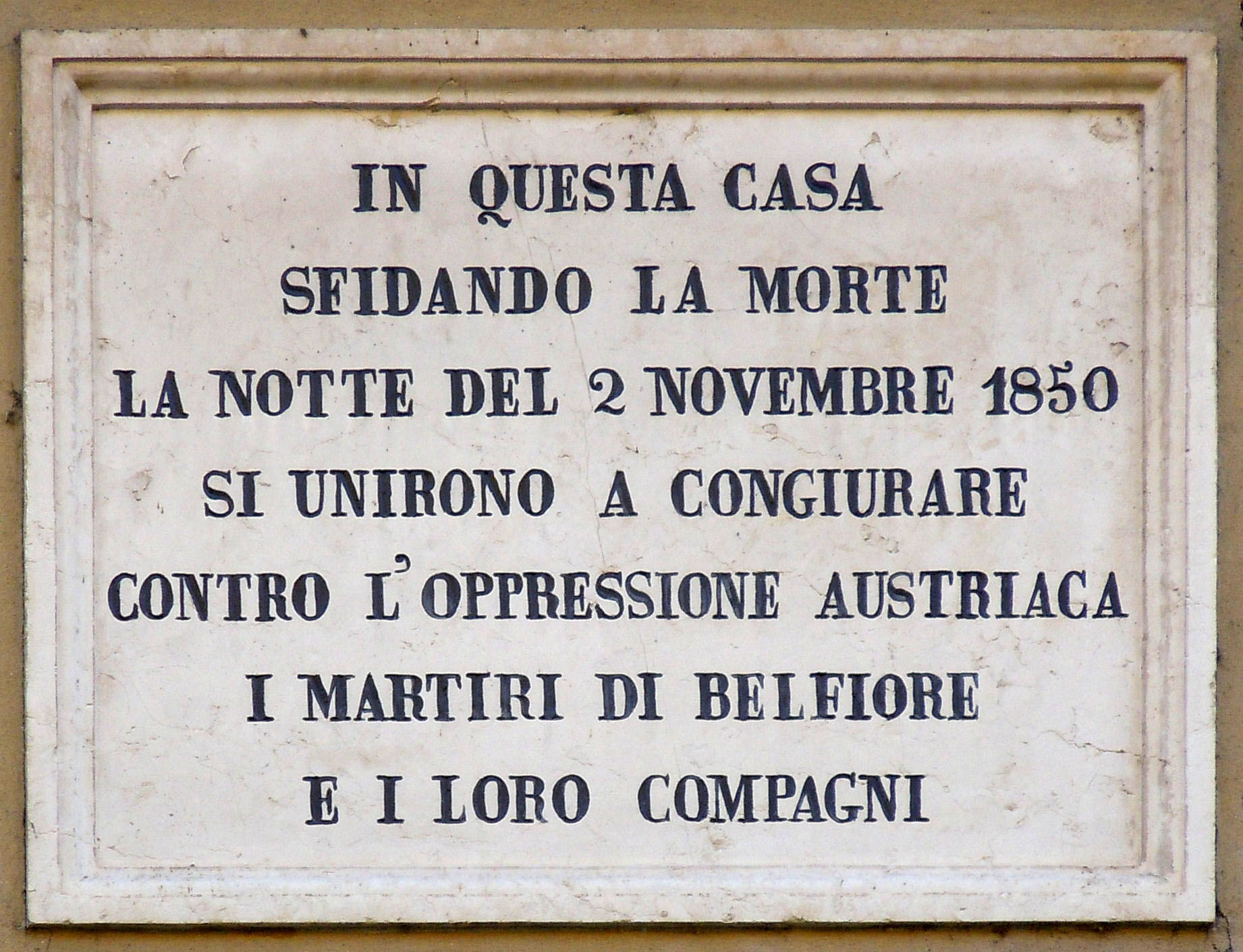
Lapide commemorativa posta a Mantova in Via Chiassi 10

Livio Benintendi (Mantova, 13 dicembre 1814 – Torino, 3 luglio 1896) è stato un politico italiano.

## Biografia
Partecipò ai tumulti che, come in tutta Europa, scoppiarono nell'anno 1848 nella città natale di Mantova. Successivamente fu costretto a rifugiarsi in Piemonte, dove partecipò attivamente alla politica. Nel frattempo nella sua abitazione mantovana (ora in Via Chiassi n. 10), su iniziativa dell'amministratore dei suoi beni, Attilio Mori, si tenne la prima riunione del comitato rivoluzionario, tra i cui partecipanti vi erano alcuni dei futuri Martiri di Belfiore.
Il conte Benintendi fu eletto una prima volta alla Camera dei deputati del Parlamento del Regno di Sardegna nel 1852. Rieletto una seconda volta nel parlamento sabaudo, il 16 novembre 1862 fu nominato senatore del neonato Regno d'Italia.